# Crematogaster auberti
Crematogaster auberti  (лат.) — вид муравьёв рода Crematogaster из подсемейства Myrmicinae (Formicidae).

## Распространение
Западная Палеарктика: Португалия, Испания, Франция, Балканы (Болгария, Греция, Македония, Черногория), Турция, Мальта, Израиль, Северная Африка (Алжир, Египет, Ливия, Марокко, Тунис), Ирак, Саудовская Аравия, Иран.

## Описание
Мелкие муравьи (рабочие имеют длину 3—5 мм), основная окраска тёмно-коричневая. Задняя часть груди (проподеум) с шипами. Усики 11-члениковые (12 у самцов). Голова блестящая, переднеспинка гладкая. Задняя часть груди (проподеум) с двумя тонкими шипами. Стебелёк между грудкой и брюшком состоит из двух члеников: петиолюса и постпетиолюса (последний четко отделен от брюшка), жало развито, куколки голые (без кокона). Первый членик стебелька (петиоль) трапециевидный (вид сверху). Характерна возможность откидывать брюшко на спину при распылении кислоты. Гнездятся в земле и под камнями, имеет ночную активность, фуражировка одиночная или в небольших группах. На постпетиоле и брюшке развит стридуляционный орган, используемый в коммуникационных целях.
Ассоциированы с мирмекофильными гусеницами бабочек-голубянок: Lampides boeticus, Glaucopsyche alexis, Pseudophilotes abencerragus и Tomares ballus (Obregon et al. 2015).

## Систематика
Вид был впервые описан в 1869 году итальянским мирмекологом Карло Эмери по материалам из Франции. В дальнейшем включался в состав подрода Acrocelia.
Самки были описаны в 1883 году французским энтомологом Эрнестом Андрэ (André, 1883), а самцы в 1891 году К. Эмери (Emery, 1891)

### Подвиды
Источник:
- Crematogaster auberti levithorax Forel, 1902 (Алжир)
- Crematogaster auberti nigripes Menozzi, 1940 (Ливия)
- Crematogaster auberti regilla Santschi, 1937 (Марокко)
- Crematogaster auberti savinae Zimmermann, 1935 (Югославия)[8][14]
- Crematogaster auberti vogti Forel, 190 (Испания)